# Pinaki
Pinaki, également appelé Te Kiekie, est un petit atoll situé dans l'archipel des Tuamotu en Polynésie française. Il est administrativement rattaché à la commune de Nukutavake.

## Géographie

### Situation
Pinaki est situé à 13,5 km au sud-est de Nukutavake, l'atoll le plus proche auquel il est administrativement rattaché, à 53 km à l'est de Vairaatea et à 1 115 km à l'est de Tahiti. C'est un atoll de forme légèrement ovale de 3 km de longueur et 2 km de largeur maximales pour une surface de terres émergées de 1,3 km2 et avec un petit lagon de 0,6 km2 dépourvu de passe navigable.
L'atoll n'est pas habité de manière permanente, bien qu'une dizaine habitations y soient construites (dont une chapelle située à Tarahope, le toponyme principal de Pinaki et ancien marae, et construite en blocs de corail) au nord-ouest de l'île et quelques plantations récentes de cocotiers pratiquées et exploitées de manière saisonnière par des familles en provenance de Nukutavake.

### Géologie
Pinaki, comme Nukutavake voisin, présente la particularité d'avoir accumulé de grandes quantités de sable sous forme de dunes — d'origine éolienne très récente —, pouvant atteindre environ 10 mètres de hauteur et ayant été un temps exploitées en Nouvelle-Zélande en raison de ses qualités physico-mécaniques très particulières.

## Histoire

### Peuplement polynésien et découverte par les Européens
Pinaki, traditionnellement propriété du chef coutumier de Nukutavake, porte de nombreux vestiges archéologiques d'occupation polynésienne appartenant à l'aire culturelle et linguistique Maragai (regroupant également les atolls de Vairaatea, Vahitahi et Akiaki).
La première mention de l'atoll par un Européen a été faite par l'explorateur anglais Samuel Wallis qui l'aborde du 3 au 6 juin 1767, et le nomme Whitsunday Island (car il le découvre la veille de la Pentecôte, n'ayant plus aperçu la terre depuis la sortie du détroit de Magellan), appellation sous laquelle il apparaît sur certaines cartes. Frederick Beechey visite Pinaki le 22 janvier 1826 et bien qu'il n'aperçoive aucun indigène constate qu'il existe des traces d'habitations.

### Période moderne
Vers 1850, Pinaki devient un territoire français. En 1899 et 1900, ce sont les zoologistes Harry Clifford Fassett et Charles Haskins Townsend qui abordent l'île et en prennent les premiers clichés photographiques, aujourd'hui conservés au Smithsonian Museum. Dans la première moitié du XXe siècle, Pinaki est le site de recherches menées par le journaliste et historien américain Ralph Varady puis par Charles-Edouard Howe (lors de trois campagnes en 1913, 1921, et 1930) pour retrouver un putatif « trésor sud-américain » : celles-ci n'aboutirent qu'à des dommages sur l'atoll. Il est étudié dans les années 1930 par l'anthropologue Kenneth Emory.
En 1983, un important cyclone passe sur l'atoll, provoquant des dégâts à la chapelle de Tarahope.

## Faune et flore
L'atoll accueille une population endémique de Chevaliers des Tuamotu. Le lagon est également riche en bénitiers.